# Gevangenis van Verviers
De gevangenis in de Belgische stad Verviers is gepland tegen 2025. Ze vervangt de in 2017 afgebroken voormalige gevangenis van Verviers en is aan de Chaussée de Heusy gelegen.

## Geschiedenis
De eerste gevangenis van Verviers opende in 1895 en had een capaciteit van 194 gedetineerden. Ze sloot in 2013 en werd tussen 2013 en 2017 in meerdere fasen afgebroken om plaats te maken voor een nieuw gevangeniscomplex dat tegen 2025 zou moeten worden voltooid. De nieuwe gevangenis zal een hogere capaciteit hebben en onder meer de overcapaciteit in de gevangenis van Lantin wegwerken. Ook voldeed de oude gevangenis niet meer aan de veiligheidsvereisten. In 2018 werd een onteigeningsprocedure van nabijgelegen woningen gestart, in 2019 de bodem gesaneerd en in 2020 de onteigende woningen en de voormalige OCMW-werkplaats gesloopt. De nieuwe gevangenis zal aan 240 gedetineerden plaats bieden en zal via een publiek-private samenwerking (DBFM-procedure) tot stand komen. Begin 2022 geraakte bekend dat de nieuwe gevangenis van Verviers niet voor 2028 zal worden voltooid.